# Jeremiah Coffey
Jeremiah Coffey, né le 1er janvier 1933 à Cork (Irlande) et mort le 19 novembre 2014 à Bairnsdale (Victoria), est un prélat catholique australien d'origine irlandaise.

## Biographie
Titulaire d'un Bachelor of arts de l'University College Dublin, il étudie ensuite au All Hallows College (en). Il est ordonné prêtre le 22 juin 1958 et envoyé dans le diocèse de Sale (en) (Australie). Il sert dans les paroisses de Bairnsdale, Sale, Traralgon, Omeo, Iona et Yallourn, avant de devenir le premier curé de la paroisse de Churchill, nouvellement créée.
En 1987, il est nommé recteur du séminaire Corpus Christi, à Clayton.
Le 8 avril 1989, le pape Jean-Paul II le nomme évêque de Sale et il est consacré le 30 juin 1989 par l'archevêque de Melbourne, Frank Little. Il prend sa retraite le 2 janvier 2008.